# 휴먼: 폴 플랫
휴먼: 폴 플랫(Human: Fall Flat)은 플랫폼-퍼즐 비디오 게임이다.

## 게임 플레이
게임 플레이는 한 캐릭터가 여러 가지 맵(미션)을 통과해야 한다. 손을 이용해서 벽을 잡을수도 있고, 점프를 할수도 있다. 그외에 잡기, 돌리기 등 여러 가지 기능이 있다.